# Michael Oser Rabin
Michael Oser Rabin (nacido en 1931 en Breslavia, Alemania, hoy en día parte de Polonia) es un notable científico de la computación y ganador del Premio Turing, el galardón más prestigioso en el campo.

## Biografía
Michael Oser Rabin es hijo de un rabino, y nació en lo que se conocía entonces como Breslau (que después pasó a llamarse Wrocław, tras la Segunda Guerra Mundial). Recibió su grado de máster en ciencias en la Universidad Hebrea de Jerusalén en 1953, y su doctorado en la Universidad de Princeton en 1956.

## Premio Turing
El texto en el que se concede el Premio Turing de 1976 conjuntamente a Rabin y Dana Scott por un artículo escrito en 1959, afirma que el galardón fue concedido:

Por su artículo "Finite Automata and Their Decision Problem" (del inglés, "Autómatas Finitos y el Problema de su Decisibilidad"), que introdujo la idea de las máquinas no deterministas, un concepto enormemente valioso, como se probaría más adelante. Su clásico artículo ha sido una continua fuente de inspiración para posteriores trabajos en el campo.

Las máquinas no deterministas se han convertido en un concepto clave en la teoría de la complejidad computacional, particularmente para describir las clases de complejidad P y NP.

## Otros inventos
En 1975, Rabin también inventó el test de primalidad de Miller-Rabin, un algoritmo aleatorio que determina muy rápidamente (pero con una probabilidad de error minúscula) si un número es primo o no. Las pruebas de primalidad rápidas son fundamentales para la correcta implementación de muchos algoritmos de criptografía de clave pública.
En 1979, Rabin inventó el criptosistema Rabin, que fue el primer criptosistema asimétrico cuya seguridad se pudo probar equivalente a la factorización de enteros, un problema intratable computacionalmente.
En 1981, Rabin inventó la técnica conocida como transferencia inconsciente, que permite al emisor transmitir un mensaje que el receptor tiene una probabilidad de captar entre 0 y 1, mientras que el emisor es inconsciente del éxito de la transmisión.
En 1987, Rabin, junto con Richard Karp, creó uno de los algoritmos de búsqueda de cadenas eficientes más conocidos, el algoritmo de búsqueda de cadenas Rabin-Karp, conocido por el uso de un hash giratorio.
El trabajo más reciente de Rabin se concentra en la seguridad computacional. Actualmente ocupa la plaza de profesor Thomas J. Watson Sr. de Ciencias de la computación en la Universidad de Harvard siendo también profesor en la Universidad Hebrea de Jerusalén.